# 김사미·효심의 난
김사미·효심의 난(金沙彌孝心－亂)은 고려 시대 당시 일으킨 난 중의 하나이다.

## 전개
난을 일으켰던 이들은 뒤에 연합하여 공동전선을 폈다. 김사미는 운문산(雲門山, 청도)을 본거지로 불평분자를 모아서 난을 일으켰고(김사미·패좌의 난), 효심은 초전(草田, 울산)에 웅거하여 망명자를 불러 모아 부근을 약탈하는 한편 이의민과 내통하며 힘을 길렀다(효심의 난). 이들은 그 후 연합하여 세력을 증대한 후 각 지방에서 약탈을 일삼았다.
수만의 난민(亂民)으로 연합된 반란군의 토벌을 위해 고려 정부는 전존걸(全存傑), 이지순(李至純), 김척후(金陟候), 이자성(李子晟) 등을 보냈으나 실패하고, 1194년(명종 24년) 최인(崔仁), 고용지(高湧之)를 보내 밀성(密城, 밀양)에서 토벌하였다.

## 김사미가 등장한 작품
- 《무인시대》 KBS, 2003년~2004년, 배우 : 강지후

## 같이 보기
- 동경의 반란 (경주 민란)
- 정방의의 난 (진주 민란)
- 이의민